# I racconti 1927-1951
I racconti è una raccolta di Alberto Moravia, pubblicata nel 1952 con il titolo I racconti, 2 voll, e in seguito come Racconti 1927-1951. L'opera ha vinto il Premio Strega nel 1952.
L'opera ha conosciuto numerose traduzioni in altre lingue.

## I racconti, volume primo

### Cortigiana stanca (1927)
Un giovane va a trovare la sua amante, Mariateresa, per l'ultima volta. Nel preparare l'incontro, tenta di convincersi che lei è vecchia, non più appetibile, ma quando sono insieme, queste idee gli sembrano sbagliate e la donna gli appare come molto desiderabile; è lui che non si può permettere di continuare la relazione, per motivi di denaro. Mariateresa lo accoglie con il tè, poi decide di cucinare e il giovane si stupisce della sua capacità domestica. Nel corso della serata ella gli confida di attendere una telefonata, da un suo amante di molto tempo fa; quando però arriva la chiamata, non è l'antico amante, ma il suo segretario a comunicarle che per lei non c'è nulla. Mariateresa avrebbe desiderato un po' di denaro per ritirarsi in campagna. Dopo, lei e il giovane si dirigono alla camera da letto. Al momento della separazione, il ragazzo si accorge che la donna piange: nella vita è sempre stata generosa e capace di rinunciare a grossi regali, non ha messo da parte un gruzzolo per i tempi magri. Ed ora questi sono arrivati.

### Delitto al circolo di tennis (1927)
I membri del comitato direttivo di un centro tennistico molto rinomato decidono di organizzare un ballo per i soci. Uno di loro, Riparelli, propone di invitare una bizzarra principessa, per divertirsi alle sue spalle. Un altro, di nome Costa, si oppone con forza, accusando i soci di fare delle porcherie con la donna, quindi esce sbattendo la porta. La sera del ballo, i cinque si sono organizzati per fare scherzi alla principessa. Essi sono; Riparelli, Beniamino Jancovich e altri tre. Riparelli riesce a condurre la donna in una stanza piena di armadietti e con un tavolo, offre champagne alla donna che non sa tenerlo e dà inizio a una finta seduzione. Arriva Jancovich, fingendo di essere il padre di Riparelli e arrivano anche i tre soci: seguono varie scene, in seguito alle quali i cinque chiedono alla principessa di spogliarsi e mostrare il seno. La donna, ormai ubriaca, acconsente, ma le villanie dei cinque si intensificano ed essi vorrebbero che si spogliasse al completo. Spaventata, lei comincia a gridare e raggiunge la porta chiusa a chiave, tempestandola di colpi. Allora Riparelli afferra la bottiglia di champagne e la sbatte sulla nuca della principessa, causandone la morte immediata. Dapprima i cinque, tornati in sé, si rendono conto di essere tutti complici dell'assassino e cercano di alleggerire le loro posizioni. Poi Jancovich propone di attendere la fine del ballo e di portare via il cadavere facendolo cadere nel fiume. La donna vive sola e nessuno dovrebbe denunciarne la scomparsa. E così fanno: tornano in sala e si mischiano alla folla presente, che sta affluendo all'uscita.

### Inverno di malato (1930)
Girolamo è un diciassettenne ricoverato in sanatorio per un male al ginocchio. Condivide la camera con Brambilla, commesso viaggiatore. Brambilla è un tipo strafottente e dimostra verso Girolamo un disprezzo difficile da comprendere, chiamandolo figlio di papà e mettendo in ridicolo qualsiasi cosa il ragazzo dica. Girolamo non sa sottrarsi a questo rapporto e vorrebbe la stima di Brambilla, che ha coinvolto nel gioco crudele anche un infermiere austriaco, tale Joseph. Persuaso che qualcosa non vada in lui, Girolamo si decide a un'impresa pazzesca: sedurre una ragazzina ricoverata, con la quale passa alcune ore in giorni fissi. La ragazzina è inglese e si chiama Polly: la madre ha ottenuto che Girolamo le possa tenere compagnia e i due comunicano in francese. Così Girolamo, quando viene condotto al piano e nella stanza della ragazzina (nel suo letto, perché non può muovere la gamba), un giorno comincia a darle dei baci. Polly non reagisce, ma sembra dimostrare una certa solidarietà quando sente arrivare qualcuno. Però Girolamo è convinto di fare male e non sa come illustrare a Brambilla le sue imprese. Finché un giorno apprende che Brambilla è guarito e presto se ne andrà. Conscio di aver fatto tutto per nulla, sprofonda nell'umiliazione; inoltre gli viene improvvisamente vietata la compagnia di Polly, che si è aggravata e ha delirato la notte. Il ragazzo si sente sempre peggio, allorché gli annunciano che l'indomani il primario gli parlerà e lui avrà il fatto suo. Convinto di aver fatto cose abominevoli, di essere cacciato dal sanatorio (che tanto costa alla sua famiglia), attende con ansia isterica l'arrivo del primario. Questi, a sorpresa, gli dice che è peggiorato e che deve impegnarsi di più nella guarigione; poi lo spedisce sul terrazzo a fare la cura del sole.

### Fine di una relazione (1933)
Lorenzo è un giovane ricco e ozioso: in auto si dirige verso casa per raggiungere l'amante che lui stesso ha invitato e che lo sta aspettando. È già buio quando arriva, e la donna ha acceso le luci della casetta, si è messa un suo pigiama e ha occupato il letto. Ma un disgusto cova nell'animo di Lorenzo, una noia per la sua situazione, nella quale nulla manca, tranne la scintilla che renderebbe ogni cosa desiderabile e apprezzata. Con questo stato d'animo egli si comporta in modo imprevisto con l'amante, rifiutando le effusioni, dicendole di andarsene e gettandole i vestiti ovunque per la camera. Lei reagisce senza rancore, ma quando lui si spinge a dirle se non si vergogna al pensiero di quello che penserebbero di lei il marito e i figli, lascia la casa con dignità, come fosse un bimbo capriccioso. Rimasto solo, Lorenzo si affaccia alla finestra e pensa che sia tutto un sogno e che si sveglierà prima o poi, ritrovando il sapore della vita.

### La provinciale (1937)
Gemma ha circa vent'anni e vive con la madre Giacinta, vedova Foresi, in una città dell'Italia centrale, sita piuttosto in altitudine. Le due donne sono povere e devono affittare alcune camere della loro casa, ma fanno come se avessero conosciuto un passato socialmente più elevato. Sono entrambe fantasiose, anzi molto bugiarde, ma credono alle fole che raccontano e gli altri trovano il tutto assai divertente. D'estate, Gemma va a passare due mesi in una elegante villa, dove è ospite e amica dei giovani padroni, un giovanotto e le sue sorelle. Accade così che il signorino Paolo si innamori di Gemma, abilmente provocato dalla seduttività della ragazza: i due trascorrono mesi senza sentirsi, finché Paolo fa una proposta di matrimonio e Gemma sta per accettare.
Invece dal padre del ragazzo arriva una lettera con cui informa la madre che Gemma non sarà più ospite alla villa e che deve rinunciare al matrimonio. Così la vedova Foresi è costretta a dire alla figlia che, avutala prima del matrimonio, è figlia anche lei del proprietario della villa, quindi sorellastra di Paolo. Dovendo rinunciare al suo sogno, la giovane finisce per sposare un signore che è a pensione da loro e che si occupa di studi di ricerca scientifica. Quest'uomo, un po' ridicolo, è davvero molto preso da Gemma, non si aspetta di essere troppo gradito e si prodiga per accontentare ogni desiderio della giovane moglie. E Gemma lo ricambia cercando distrazioni fuori casa. Conosce una donna rumena e, grazie alla complicità di questa, ha una relazione con un giovane frivolo.
Ma la relazione non è così importante e svanisce presto. In compenso, la rumena Coceanu approfitta della situazione per ricattare Gemma e giunge al punto di farsi accogliere nella sua casa, dove il marito non vede l'ora che la moglie abbia un'amica e compagnia. Però Gemma è ora incinta; ha imparato ad apprezzare la bontà del marito e non sopporta più la Coceanu, tuttavia non sa come liberarsene. L'occasione arriva con un trasferimento, ottenuto dal marito di Gemma a Roma. Gli sposi si preparano a lasciare casa e città, ma la Coceanu pretende di seguirli e si vede assecondata dal marito. Allora Gemma esplode: aggredisce la ricattatrice con un coltello e, nel litigio che segue, benché l'altra sveli subito la passata relazione di Gemma, quest'ultima è pronta a confessare. Il tutto si risolve con una grave infermità di Gemma, la quale perde anche il bimbo che aspettava. Nel frattempo, lo sposo ha capito che può ignorare la scappata, purché entrambi se ne vadano a Roma. E, appena Gemma si è ristabilita, partono insieme incontro a una nuova vita.

### L'avaro (1937)
Tullio, già all'età di venticinque anni, è schiavo del vizio dell'avarizia. Tutti si sono accorti degli espedienti che escogita per non spendere: gli amici sanno che con lui non si deve sperare in serate al caffè o al cinema, senza che ci debba rimettere qualcosa; le amanti sono accettate solo in nome di un amore, che finisce con l'esaurirsi per l'eccesso di presunto sentimento sugli aspetti materiali di una relazione. Quando, verso i trent'anni, conosce una coppia, Valentino De Gasperis ed Elena, si ritrova ogni sera in casa dei due, ad assistere alle partite a carte del marito con tre amici, mentre lui fa compagnia alla moglie. La vicinanza illude Tullio che stia nascendo un sentimento vero nei confronti di Elena, la quale ha molti motivi di risentimento verso Valentino, giocatore, fannullone e pieno di debiti. Le cose peggiorano allorché Tullio scopre che i tre compagni di gioco serale sono tutti creditori di grosse somme, prestate al De Gasperis perché travolti da passione per Elena. Una sera, i giocatori litigano irreparabilmente ed Elena li mette alla porta, dicendo che riavranno il loro denaro fino all'ultimo centesimo. Tullio si chiede se i coniugi siano o meno complici nell'estorcere denaro, in cambio dei favori di Elena, favori che d'altra parte si dovrebbero dimostrare. Non riuscirà a scoprirlo mai, ma il tentativo di seduzione colpisce anche lui, che fugge e vuole assolutamente finire la frequentazione dei De Gasperis. Tornato a casa, viene contattato da Valentino per il prestito di una somma di denaro, che riesce a rifiutargli. Poi, a sera, sulle scale di casa, incontra Elena che dice di essere in rotta col marito e di voler stare con lui. Terrorizzato dalle fantasie che la donna si è costruita su quel che vorrebbe, le dichiara che lei è sposata, che sarebbe un vero delitto allontanarla dal marito: insomma, la respinge con parole ipocritamente sensate. Lei sparisce per sempre e con disprezzo per Tullio. Rimasto solo, riconosce di non essere felice, né contento di sé.

### L'architetto (1937)
Silvio Merighi è un giovane e brillante architetto, vincitore di un concorso per un villino moderno. Vive a Roma, ma la sua famiglia auspica che torni a casa, ritenendo dispendioso mantenerlo nella capitale. Un giorno viene contattato da Gino Mancuso, un trentacinquenne in procinto di sposarsi: l'uomo vuole da Merighi il progetto per un villino. Tuttavia Mancuso dimostra di non avere le idee chiare sulla richiesta e quindi Silvio va a conferire con la fidanzata, la diciannovenne Amelia. Invece è ricevuto dalla madre, una donna giovanile e affascinante, che dimostra un'ottima comprensione per i lavori proposti. Nel frequentare i suoi acquirenti, Silvio è attirato in una curiosa dinamica familiare, in cui la madre non vede l'ora di far sposare la figlia con Mancuso, mentre questa, accampando sospetti da lei stessa alimentati, finisce con il tentare il giovane architetto. Silvio va in crisi e medita addirittura di fuggire lontano con Amelia, ma, dopo una sfuriata di Mancuso, è avvertito dalla madre di occuparsi del suo lavoro e non impicciarsi in questioni della loro famiglia. In un primo momento il giovane vorrebbe andarsene e piantare in asso il progetto; poi accetta la proposta della signora di allontanarsi il tempo giusto (anche Silvio è fidanzato e si deve sposare) e quindi riannodare i fili e concludere degnamente la sua opera.

### L'imbroglio (1937)
Gianmaria Bargigli è arrivato a Roma, iscritto all'università per diventare diplomatico. Vive in una pensione dignitosa e non ha ancora visitato i ricchi parenti residenti in città. Nella pensione alloggiano due donne, madre e figlia, e Gianmaria, troppo timido per farsi avanti con la più giovane, una sera si ritrova a fare la loro conoscenza, in seguito a uno scherzo ardito della ragazza. Ben presto, viene avviluppato in una faccenda equivoca: la giovane Santina gli confida di non essere figlia dell'altra donna, bensì una sua protetta e vittima. La Cocanari (così si chiama) e un certo Negrini, che bara al gioco, guadagnano grazie agli adescamenti che Santina ordisce a danno di uomini maturi e danarosi. A tal punto l'ingenuo Gianmaria è abbagliato che, richiesto di darle tremila lire, decide di accontentarla, andando a chiederle a uno zio, il quale non esita a metterlo alla porta. Allora il ragazzo, simpatico alla direttrice della pensione, ottiene da lei parte della somma e la consegna a Santina, illuso che le servirà per liberarsi dei suoi complici e che condurrà una vita onesta con lui. Invece lei fugge durante la notte, dopo aver sottratto denaro e gioielli a Negrini e alla Cocanari che, furiosi, ma consci delle loro disonestà, vogliono mettere a tacere tutto. È la direttrice, palesemente innamorata di lui, ad aprirgli gli occhi: liberato, il ragazzo si abbandona al nuovo sentimento.

### La tempesta (1937)
Luca Sebastiani è un giovane architetto, triste e arrabbiato. Entra in un cinema per distrarsi, poi cambia idea e, uscendo, va a sbattere contro Marta, la sua ex fidanzata. Due anni prima, lei ha rifiutato di sposarlo, sotto l'influsso della sorella Nora, che preferiva vederla con un tale Meloni, ricco e disposto a mantenere entrambe. Ora l'incontro fortuito porta i due a litigare, ma poi a decidere di andare alla casa di lei. Intanto si scatena una bufera che si prolunga nelle ore successive. Giunti alla casa di Marta e Nora, Luca vede il campanello di un certo Bosso, altro riccone che non gli va a genio. Entrati, Luca cerca di riallacciare il legame passato, dopo che ha saputo che Meloni è in carcere per debiti e a Marta saranno tolte casa, automobile e quanto a lui appartiene. Ma la scoperta più grande è un piccino, che Marta ha avuto dalla relazione con Meloni e che ora allatta personalmente. Mentre fuori imperversa la tempesta, arrivano prima Nora, poi Bosso, cercando in tutti i modi di convincere Marta che si può unire a Bosso stesso, mentre la sorella avrà un provino in un varietà. Marta non resiste ai due, ma in seguito, avendo tutti bevuto champagne, Nora e Bosso si ubriacano. Allora Luca riesce a mandare Marta con il bimbo fuori dall'appartamento. Sorpreso da Nora e Bosso, usa la forza e si azzuffa con entrambi che, stupefatti, gli lasciano il margine necessario per raggiungere Marta. I due si allontanano in auto; il piccino è sereno e si addormenta cullato dalla corsa.

## I racconti, volume secondo
Se ne sta occupando AmaliaMM...

### Il ritorno dalla villeggiatura (1938)
Un nobile signore, Tarcisio, torna in treno dalla villeggiatura. Vedendo un giovanotto che viaggia con lui per andare all'università, si sente a sua volta pieno di aspettative. Quando arriva a casa, si introduce senza farsi notare, pur sapendo che ha avvertito il cameriere e che è atteso. Lo colpisce la luce nel salone da pranzo e, infilatosi in uno spazio tra le porte, sorprende il cameriere che sta pranzando con una donna. Timoroso lui, spregiudicata lei, i due si abbandonano a varie trasgressioni, come rompere uno specchio con una pesante coppa; poi lei vuole coricarsi nel letto del padrone ad ogni costo. Tarcisio, esterrefatto, esce di casa ed è furioso, ma sempre più stupito di sé, torna nuovamente a casa e questa volta sorprende, senza però farsi vedere, i due nel letto. Non sa far di meglio che ritirarsi ancora, per simulare di tornare poco dopo. A tu per tu con il cameriere, finge di credere alle bugie che quello gli propina, sapendo che ne arriveranno altre.

### L'equivoco (1939)
Urati ha fatto il cameriere in una casa signorile ed isolata. Deciso a compiervi un furto, convince un amico di nome Lopresto a fargli da complice. I due si recano sul luogo, ma Urati trova che la casa è passata ad altri. Così non trova gli oggetti che si aspettava e Lopresto, pentito di aver appoggiato l'azione criminosa, cerca di dissuaderlo a proseguire. Testardo, l'Urati si dirige al piano superiore dove scopre un portasigari d'oro, quindi una donna sconosciuta che dorme in una stanza. In quel momento viene sorpreso dall'arrivo del proprietario, Sangiorgio. Si nasconde nello spogliatoio della camera della signora e lì si fa trovare in maniche di camicia: ha deciso che deve passare per un amante, non per un ladro. I due uomini si affrontano, ma Urati è troppo vile per battersi e balbetta spiegazioni lagnose, poi riesce a fuggire. Sangiorgio entra nella camera della moglie in stato di estrema alterazione; lei gli si è sempre rifiutata e lui ora pensa di avere le prove di un altro legame. Afferrata la donna ancora dormiente, la soffoca sotto il cuscino. Sempre più sconvolto, cade piangendo in ginocchio, poi avverte due spari dall'esterno. All'ingresso si presenta la polizia per riportargli qualcosa di prezioso che gli è stato rubato. È così che scopre a terra il cadavere di Urati e dice agli agenti che quello gli ha appena ucciso la moglie.

### La solitudine (1939)
Perrone e Mostallino sono amici di temperamento molto diverso: il primo è animato da orgoglio e moralità elevata, mentre il secondo segue un'idea filosofica, secondo la quale tutto va osservato con distacco, come in un esperimento. Dopo un viaggio alle sue terre di origine, Mostallino fa sapere a Perrone che ha portato con sé una giovane donna, Monica, alloggiata in una casa su un'altura. Al momento di conoscerla, Perrone si fa molti riguardi e non vuole lasciarsi andare ad eventuali simpatie (o avventure) con la donna dell'amico. Invece viene accolto in modo intrigante: Monica è una popolana bellissima e piena di vigore e provoca Perrone con la complicità esplicita di Mostallino. Perrone non cede. I tre vanno al luna-park sito ai piedi dell'altura. Qui Monica si rivela molto audace e sperimenta tutte le giostre con Perrone, cercando sempre di toccarlo, baciarlo, cadergli addosso: ma lui sempre si ritrae. Quando cerca di capire che cosa abbiano in mente l'amico e la donna, scopre che c'è un piano per tentarlo: Mostallino crede che lui cadrà, Monica è convinta del contrario. Questo suscita la ripulsa di Perrone, che accusa l'amico di non avere rispetto per Monica e di assecondarne le tendenze sensuali. La risposta è che i due ubbidiscono alle loro nature, come lo stesso Perrone. Di fronte a tanta reciproca incomunicabilità, Perrone se ne va, riflettendo amaramente.

### La caduta (1940)
Tancredi, ragazzino che a lungo è stato malato, interrompe l'anno scolastico per andare al mare con la famiglia. Si stabiliscono in una villa a tre piani, appartenente a un amico antiquario e piena di masserizie, quadri e ninnoli. Il ragazzo è troppo solo e si rifugia spesso nelle soffitte, oppure va a tirare con la fionda in un terreno vicino, ingombro di immondizie. Avviene che il gatto di casa si trovi in linea con i bersagli e Tancredi, che riteneva impossibile colpire la bestiola, si accorge di aver ferito il gatto a un occhio. Dolorante, ma non spaventato, il micio tenta più volte di avvicinarsi al ragazzo, il quale invece è preso da terrore e furore omicida. Corso a rintanarsi di nuovo in soffitta, si addormenta e fa lunghi incubi, dai quali è liberato a sera dalla mamma e dalla cameriera che lo avevano cercato dappertutto. Le due donne gli dicono che manca l'elettricità e lui, piuttosto esperto del quadro elettrico, si arrampica su una scala per cercare il guasto: proprio allora entra il gatto. Tancredi è deciso ad ammazzarlo, per l'angoscia che prova alla vista dell'animale, ma uno scoppio imprevisto lo getta a terra e lo sprofonda nel buio. Quando si riprende, scopre che il povero gatto si era infilato tra i fili, finendo carbonizzato.

### L'avventura (1940)
Il racconto sembra ambientato nella steppa.
Cosma è il figlio di un gioielliere e deve raggiungere su incarico del padre la moglie di un certo Ataman, per mostrarle dei gioielli. Partito in treno, Cosma è atteso da Ataman e dal suo autista, chiamato il torta. Ma Ataman ha deciso di uccidere Cosma e impadronirsi dei gioielli. Il piano sembra riuscire perché il ragazzo viene tramortito e quindi gettato nel fiume, legato mani e piedi. Poi i due aggressori nascondono la borsa con i gioielli nel cavo di un albero. Essi vogliono che il furto e l'assassinio ricadano su una banda di delinquenti Che imperversa nel vicinato. Cadono tuttavia loro stessi nelle mani della banda e vengono entrambi uccisi, allorché non sono in grado di consegnare i gioielli. Nel frattempo Cosma si è ripreso ed è uscito dall'acqua. Ha quindi incontrato una giovane di nome Albina che appartiene alla banda e lo aiuta nel salvataggio. Cosma si innamora della fanciulla e sorbisce un mare di frottole che lei gli propina. A sorpresa però si imbattono in un gruppo di guardie che sono riuscite a catturare il resto della banda. Presi anche Cosma e Albina, stanno per arrestare la donna, ma il giovane li distrae e lei si getta nel fiume, per fuggire a una condanna sicura all'ergastolo.

### Malinverno (1940)
Il narratore parla in prima persona e tace il suo nome. La vicenda è collocata nel 1919, anno in cui il giovane era fidanzato con Clara Malinverni, fanciulla di ottime origini, ma costretta a una vita di ristrettezze economiche insieme alla madre. Ogni sera il ragazzo va a trovare madre e figlia, ma non ottiene mai un gesto da parte della sua promessa sposa che lo faccia sentire innamorato, né oggetto di amore. La freddezza di lei e la capacità di ignorare domande, gesti invitanti o altro esaspera il fidanzato, che pure non trova la forza di rompere il rapporto. Una sera, in seguito all'impressione che ci fosse una perdita d'acqua nella cantina della villa Malinverni, egli viene accompagnato nel vasto locale, dove constata che nulla è fuori posto, c'è solo una vasca enorme, colmata d'acqua da un tubo, ma il rimbombo della grande stanza vuota lo ha ingannato. A tu per tu con Clara, egli tenta di abbracciarla e di baciarla, ma lei vuole sottrarsi; incapace di profferire quanto pensa, lui la scaglia lontano da sé e lei piomba nella vasca, battendo la testa. Prontamente ripescata dal giovane, Clara è messa a letto e, appena cosciente, dichiara che è caduta per una sua distrazione; morirà due giorni dopo. Il giovane prova un autentico sollievo e non va più a trovare la madre, che pure lo invita a condividere il suo dolore.

### L'amante infelice (1942)
Sandro è stato lasciato dall'amante e, per distrarsi, va a trascorrere una vacanza al mare, su una piccola isola. Alloggia in un albergo ricavato dai resti di un convento e ha come vicina di camera una giovane bionda. La ragazza sconosciuta appare alla finestra ogni volta che lui si affaccia, ma la cosa non gli interessa. Dopo poco, attraverso cartoline e lettere, riannoda i fili della sua precedente relazione, tanto che la donna (Elena) gli annuncia di volerlo raggiungere sull'isola. L'incontro non ha gli effetti che Sandro si attendeva: più volte i due entrano in contrasto e non mancano di lanciarsi frecciate e umiliazioni (non sempre sottili). In acqua lei si mostra più abile nel nuoto e nei tuffi, ma Sandro riesce lo stesso a dirle cose spiacevoli. Ed entrambi sono inclementi verso i non gravi accenni di invecchiamento che mostrano. Sempre più esasperato e convinto che la donna se ne andrà, Sandro si chiude con lei in camera e, nuovamente respinto, arriva a darle uno schiaffo. La donna dapprima urla, quindi fugge con facilità. Rimasto solo, Sandro va alla finestra ed ecco apparire la vicina di camera: egli pensa che ora gli interessa almeno sapere chi è.

### La casa è sacra (1942)
Giacomo vive in una pensione a Roma e gli piace girare tra i caffè all'aperto, sui viali alberati. Una sera, per il gran caldo, entra in un locale e vede due donne, una molto giovane e l'altra maggiore di vari anni. Fatta qualche manovra per avvicinarle, apprende che sono due sorelle. La maggiore vive a Roma, mentre la minore sta a Milano e di solito si scambiano visite di alcuni giorni. Entrambe fanno la vita: si presentano come Rina e Lori, anche se non si tratta dei loro nomi veri. Eppure tra le due c'è un continuo battibeccare, perché la più giovane, Lori, ha un modo di fare molto trasgressivo, e viene rimproverata da Rina. Quando è il momento di andare insieme, Rina non vorrebbe mettere a disposizione la sua casa, proclamando che la casa è sacra: è lei che va dai potenziali clienti. Ma Giacomo non può ricevere alla sua pensione e perciò, previa una cifra alta, Rina acconsente a portarlo a casa. Nel lungo tragitto in autobus e tram, Lori parla a voce troppo alta e mette in piazza gli affari loro, tanto che, raggiunto l'appartamento (assai pulito e arredato con gusto), Rina le rinfaccia di averla smascherata e svergognata al cospetto di molti vicini di casa, che stavano sul tram. Scoppia un litigio e Lori decide di andarsene per sempre: inutilmente la sorella cerca di richiamarla indietro. Rimasta sola con Giacomo, scoppia a piangere, pensando che la sorella non tornerà. Rievoca anche i molti sacrifici fatti per quell'ingrata. Giacomo si sente di troppo e, dopo un congedo civilissimo e persino affettuoso, se ne va.

### Serata di Don Giovanni (1942)
L'io narrante è un giovane universitario che si è legato d'amicizia con Giovanni, all'incirca suo coetaneo. Per gelosia, il narratore vuole sapere come Giovanni passa il tempo che non trascorre con lui ed è tanto insistente che, a malincuore, Giovanni lo fa partecipe di una sua serata. I due vanno dapprima in casa di tre sorelle, quindi da una zia che vive con la nipote. Qui arriva un'altra giovane donna con cui se ne vanno, per poi lasciarla a casa. Si va in seguito da un commendatore, dove Giovanni trova molte coetanee e si scopre che ha messo incinta la figlia del suo ospite, ma rifiuta di sposarla. L'ultimo incontro è con una ragazza trovata alla festa del commendatore, con la quale Giovanni decide di trascorrere la nottata. Con tutte le donne della sera lui ha amoreggiato, cedendo o imponendo baci, fomentando dissidi e ripicche, ricevendo di soppiatto chiavi per entrare nelle case. Indignato, l'amico gli chiede perché agisca in modo tanto scorretto e provocatorio: la risposta è che Giovanni aveva l'amore, ma ne veniva tradito e non sapeva poi come affrontare la sofferenza. Ora ha una decina di donne e non soffre, anche se si diverte meno di quanto sembri. L'amico gli augura di trovare un amore vero, poi, molto a disagio, si congeda.

### Andare verso il popolo (1944)
Due giovani, Mario e Ornella, scendono dalla loro auto e cercano una casa per chiedere un secchio d'acqua. Tra loro è in atto una discussione: lei sostiene che il compagno perde sempre tempo a chiacchierare con i contadini, mentre lui è convinto che bisogna ascoltare il punto di vista delle persone più umili e disagiate. Sono davanti a una gola che si inoltra tra i monti: il paesaggio è brullo e molto povero di vegetazione, i terreni non sono coltivati. Raggiunta una capanna senza aperture, salvo la porta, i due entrano e trovano una donna con quattro figli, intenta a cucinare. La donna annuncia con voce sicura e squillante che loro non hanno più nulla, a causa dei saccheggi delle truppe tedesche e mangiano grazie ai furti dei quattro ragazzi. L'avvertimento non scoraggia Mario, che chiede di andare a prendere dell'acqua al pozzo: gli viene indicato il sentiero da percorrere, ma la donna riesce a trattenere Ornella nella bicocca. Rimasta sola, Ornella è derubata di molti effetti personali: la borsetta con il contenuto, il soprabito, le scarpe e le calze. Sconvolta, la giovane subisce questo shock e non osa chiamare Mario, perché, le viene detto, il marito della donna ha anche il fucile. Poi Mario arriva con l'acqua, ma anch'egli privato di vestiti, scarpe e altri effetti; accanto ha l'uomo con il fucile. I due sono accompagnati all'auto, poi, lasciati liberi dall'uomo, si lanciano a tutta velocità verso la città.

### Ritorno al mare (1945)
Lorenzo ha portato la moglie in gita al mare. Vuole dirle che la ama, ma si sente molto insicuro. Sposatosi per convenienza, solo adesso si rende conto dell'insorgenza del sentimento; negli anni, i due hanno fatto ciascuno la propria vita e ora lei è ostile, anzi vuole la separazione. La gita li porta a una spiaggia invasa dai reticolati, per fare colazione, la pineta è piena di ingombri, dovuti alle operazioni militari. I due coniugi, sia pure con fatica, riescono a scambiare alcune frasi: lei non lo vuole più perché ha sentito dire che ha nemici e che è passibile di condanne varie. Essendo stato nel partito fascista, Lorenzo sa di aver fatto una carriera politica che svanisce con i nuovi governanti, ma non esita a ribattere alla moglie che lei non sa niente di preciso e non conosce i presunti nemici, ne ha solo sentito parlare. Poco dopo lui tenta di catturarla per un amplesso, ma lei riesce ad allontanarsi con l'auto, lasciandolo a piedi. Lorenzo non si preoccupa, avrà un passaggio militare; ma desidera tanto rivedere il mare e camminare nell'acqua. Quando ritorna alla spiaggia, si inoltra tra le onde e cammina troppo a lungo: un capogiro lo avverte che deve rientrare. Si avvia stordito. Vede una pozza piena di alghe, vi entra, viene sospinto all'indietro. Adagiato sull'acqua, si sente trascinare verso il basso.

### L'ufficiale inglese (1946)
Una giovane donna ha fatto il necessario per adescare un ufficiale inglese. Raggiunta da lui, discute come se l'uomo avesse frainteso tutto, ma poi i due si accordano. Vanno al modesto villino della donna e, nel parlare, lei capisce che lui è molto trasparente; questo la induce a mentire e dirgli che ha il marito in prigionia e che non le manda nulla. Sempre più si mette in una posizione falsa, eppure accetta l'amplesso con l'ufficiale e il denaro che lui le lascia. Al momento del congedo, la donna prova un rimpianto inaspettato e vorrebbe trattenere a cena l'inglese, ma lui, in modo semplice e chiaro, le dice che deve andare. E così fa, lasciandola sola con le sue complicazioni mentali e di coscienza.

### La messicana (1948)
Sergio incontra una sera Luciano, suo ex compagno di scuola. I due sono diversissimi: il primo vive con i genitori e fa l'avvocato, mentre il secondo fa una vita dissipata e ha avuto varie amanti. Per pura cortesia, Sergio chiede a Luciano notizie su una donna di nome Albina e quello gli dice che la vuole lasciare perché piace a Sergio stesso ed è ricambiata. Contrariato, Sergio si ritrova invischiato in una serie di scene con Luciano e Albina, la quale finge di essere stata infastidita dall'inopportuna corte di Sergio e lancia continue provocazioni. La donna si fa fare dei regali e si fa portare a cena in una piccola trattoria dove finiscono tutti e tre, perché Luciano è con una messicana che parla solo spagnolo. Durante la cena, la messicana Consuelo è invitata a cantare; a tale scopo Luciano ha fatto venire due musici di strada. La commozione si impadronisce di Sergio, mentre tutti gli avventori della trattoria applaudono entusiasti il canto della messicana. Ma per dispetto Albina fischia e così Consuelo reagisce gettandole del vino sul viso. Poi le due coppie se ne vanno. Sergio pensa che farà l'amore con Albina, se lo merita, ma all'arrivo a casa, ci sono immancabilmente gli altri due. Albina grida a Sergio che lei ama solo Luciano; Consuelo, con calma e grazia, prende la mano del giovane avvocato e lo porta in un'altra stanza, non prima che egli abbia detto a Luciano che mai più lo vuole vedere. Quando è solo con Consuelo, lei sta per svestirsi, ma lui chiede di sentire ancora il suo canto ed è felice.

### Il negro e il vecchio dalla roncola (1948)
Cosimo e Cora vanno insieme al mare. La giovane donna è capricciosa e non vuole concedere all'amico baci, tenerezze o altro. I due stanno riposando al sole dopo il bagno quando una mano nerissima si posa sulla spalla di Cora: un soldato americano altissimo, dal fisico perfetto e con voce suadente vuole la donna per sé e caccia via Cosimo. Poco prima i due avevano incontrato un pescatore anziano con una piccola roncola appesa alla cintura. Cora segue il ragazzo di colore e finge di stare al gioco, lasciando che Cosimo nascosto si roda di gelosia. Ma improvvisamente la ragazza arriva nei pressi del pescatore e si getta dietro a lui. Questi capisce e brandisce la roncola contro l'americano, che se ne va in fretta. Tornata indietro, Cora incontra Cosimo e, saliti in auto, si abbandona a un lungo bacio. Ma Cosimo capisce che a scardinare il meccanismo difensivo dell'amica sono stati la languida voce del nero e la scintillante roncola del pescatore. Accanto al piacere, la sua gelosia aumenta.

### Luna di miele, sole di fiele (1951)
Giacomo e Simona sono ad Anacapri, dove trascorrono la luna di miele. La notte di nozze non è andata bene per il malessere di lei di fronte all'amplesso. L'indomani i due sposi fanno una gita verso il mare e ogni cosa sembra seccata dal calore. Durante la passeggiata i due si parlano: Giacomo non dice di essere preoccupato, ma pensa che tra lui e la moglie ci sia un grosso ostacolo ideologico, che renderà forse inutile l'unione. Simona è un'attivista del partito comunista italiano e, secondo Giacomo, questa è la passione più profonda, non condivisibile da parte di lui. I suoi pensieri sembrano trovare conferma all'incontro con un altro giovane, di nome Livio, compagno di partito di Simona. È palese che con questo Livio Simona ha una confidenza molto diversa e Giacomo è geloso. Quando si liberano dell'importuno Livio, i due discutono sempre più animatamente: Giacomo è convinto che, se vanno al potere i comunisti, la moglie gli anteporrà il partito e lo denuncerà. Questo offende la ragazza e i due, dopo un magro pic-nic, ritornano mesti in albergo. Qui il litigio riprende: Simona getta in faccia a Giacomo che mai lo denuncerebbe, che si ucciderebbe senz'altro. Sicuro di non capirne più nulla, egli prova un altro approccio, ma Simona corre piangendo sul terrazzino della camera. In quel momento scoppia il temporale e il lampo atterrisce Simona a tal punto che si getta tra le braccia di Giacomo e ogni cosa è superata.

## Edizioni
- I racconti, 2 voll., Bompiani, Milano 1952; Collana I delfini n.269, Bompiani.
- I racconti, 2 voll., Prefazione di Carlo Bo, Collana I Premi Strega, Club degli Editori, 1968.
- Racconti, Collana i garzanti n.300, Garzanti, Milano, 1973.
- I racconti 1927-1951, 2 voll., Collana Opere complete n.5/II, Bompiani, Milano, 1974; Collana Tascabili, Bompiani, 1983.
- I racconti 1927-1951, Collana Opere complete di Alberto Moravia n.3, Bompiani, Milano, 1976.
- in Romanzi e racconti, 2 voll., Prefazione di Enzo Siciliano, Club, Milano, 1991.
- Racconti 1927-1951, Introduzione di Piero Cudini, bibliografia di Tonino Tornitore, cronologia di Eileen Romano, Bompiani, Milano, 1999.
- I racconti, Prefazione di Massimo Onofri, Nota biografica di Roberto Alciati, Collezione I 100 capolavori del Premio Strega, UTET-Fondazione Maria e Goffredo Bellonci, Torino, 2007.
- Racconti 1927-1951, Collana Classici contemporanei, Milano-Firenze, Bompiani, 2020.